# 廣播金鐘獎少年節目獎
廣播金鐘獎少年節目獎是由文化部影視及流行音樂產業局在臺灣舉辦的現行頒發獎項。

## 歷屆得獎暨入圍名單
|  | 獲獎者 |

### 少年節目獎（第39屆）
| 年度 （屆數）   | 廣播作品                          |
| --------------- | --------------------------------- |
| 2004 （第39屆） | 《國民教育委員會》／漢聲台北台    |
| 2004 （第39屆） | 《勁爆校園網站》／中央電台        |
| 2004 （第39屆） | 《怎麼說都通》／中央電台          |
| 2004 （第39屆） | 《與我同行─藝文之旅》／復興台北台 |
| 2004 （第39屆） | 《校園青春錄》／中台灣電台        |

### 兒童少年節目獎（第44屆～第45屆）
| 年度 （屆數）   | 廣播作品                                             |
| --------------- | ---------------------------------------------------- |
| 2009 （第44屆） | 《小手牽大手》／正聲廣播股份有限公司臺北調頻廣播電臺 |
| 2009 （第44屆） | 《小蕃薯列車》／高雄廣播電臺                         |
| 2009 （第44屆） | 《快樂兒童》／復興廣播電臺                           |
| 2009 （第44屆） | 《童話夢工廠》／環宇廣播事業股份有限公司             |
| 2009 （第44屆） | 《當我們童在一起》／財團法人中央廣播電臺             |
| 2010 （第45屆） | 《小蕃薯列車》／高雄廣播電臺                         |
| 2010 （第45屆） | 《小手牽大手》／正聲廣播股份有限公司臺北調頻廣播電臺 |
| 2010 （第45屆） | 《少年哈科學》／國立教育廣播電臺                     |
| 2010 （第45屆） | 《兒童百科部落格》／正聲廣播股份有限公司臺中廣播電臺 |
| 2010 （第45屆） | 《寶貝萬歲》／正聲廣播股份有限公司雲林廣播電臺       |

### 少年節目獎（第46屆～至今）
| 年度 （屆數）   | 廣播作品                                                       |
| --------------- | -------------------------------------------------------------- |
| 2011 （第46屆） | 《國民教育委員會》／漢聲廣播電臺臺北總臺                       |
| 2011 （第46屆） | 《少年哈科學》／國立教育廣播電臺                               |
| 2011 （第46屆） | 《青春e起飛》／財團法人中央廣播電臺                            |
| 2011 （第46屆） | 《科學飛行船》／內政部警政署警察廣播電臺臺北總臺               |
| 2011 （第46屆） | 《音樂超優SHOW》／國立教育廣播電臺                             |
| 2012 （第47屆） | 《少年NPO》／正聲廣播股份有限公司臺北調頻廣播電臺              |
| 2012 （第47屆） | 《好YOUNG！青春GO GO GO》／正聲廣播股份有限公司臺中廣播電臺    |
| 2012 （第47屆） | 《青春好Young》／正聲廣播股份有限公司臺北廣播電臺              |
| 2012 （第47屆） | 《幸福進行曲》／漢聲廣播電臺高雄分臺                           |
| 2012 （第47屆） | 《科學飛行船》／內政部警政署警察廣播電臺臺北總臺               |
| 2013 （第48屆） | 《少年超優SHOW》／國立教育廣播電臺                             |
| 2013 （第48屆） | 《少年法律特搜隊》／臺北廣播電臺                               |
| 2013 （第48屆） | 《少年科學週報》／國立教育廣播電臺                             |
| 2013 （第48屆） | 《青春e起飛》／財團法人中央廣播電臺                            |
| 2013 （第48屆） | 《青春young學堂》／內政部警政署警察廣播電臺總臺                |
| 2014 （第49屆） | 《少年大法師》／國立教育廣播電臺高雄分臺                       |
| 2014 （第49屆） | 《少年超優Show》／國立教育廣播電臺                             |
| 2014 （第49屆） | 《青春e起飛》／財團法人中央廣播電臺                            |
| 2014 （第49屆） | 《青春young學堂》／內政部警政署警察廣播電臺臺北總臺            |
| 2014 （第49屆） | 《青春好好Young》／財團法人富邦文教基金會                      |
| 2015 （第50屆） | 《翻轉地圖》／內政部警政署警察廣播電臺                         |
| 2015 （第50屆） | 《MIT職人寫真集》／國立教育廣播電臺                            |
| 2015 （第50屆） | 《少年法律特搜隊》／臺北廣播電臺                               |
| 2015 （第50屆） | 《青春e起飛》／財團法人中央廣播電臺                            |
| 2015 （第50屆） | 《科學這Young Fun》／國立教育廣播電臺                          |
| 2016 （第51屆） | 《小太陽的天空》／內政部警政署警察廣播電臺 臺中分臺            |
| 2016 （第51屆） | 《Amazing小宇宙》／高雄廣播電臺                                |
| 2016 （第51屆） | 《少年法律特搜隊》／臺北廣播電臺                               |
| 2016 （第51屆） | 《青春好好Young》／財團法人富邦文教基金會                      |
| 2016 （第51屆） | 《進擊YOUNG少年》／歡樂廣播事業股份有限公司                    |
| 2017 （第52屆） | 《聽青春在唱歌》／臺北廣播電臺                                 |
| 2017 （第52屆） | 《今天誰當家》／內政部警政署警察廣播電臺臺中分臺               |
| 2017 （第52屆） | 《少年超優SHOW》／國立教育廣播電臺                             |
| 2017 （第52屆） | 《就要讀享青春》／財團法人中央廣播電臺                         |
| 2018 （第53屆） | 《少年公民向前行》／財團法人中央廣播電臺                       |
| 2018 （第53屆） | 《青年轉動全球》／國立教育廣播電臺                             |
| 2018 （第53屆） | 《青春好好Young》／財團法人富邦文教基金會                      |
| 2018 （第53屆） | 《青春創學院》／國立教育廣播電臺                               |
| 2018 （第53屆） | 《哲學Café》／國立教育廣播電臺                                 |
| 2019 （第54屆） | 《青春好好Young》／財團法人富邦文教基金會                      |
| 2019 （第54屆） | 《Alian理財學院之理財集會所》／財團法人原住民族文化事業基金會  |
| 2019 （第54屆） | 《技職ＭＶＰ》／國立教育廣播電臺                               |
| 2019 （第54屆） | 《青年轉動全球》／國立教育廣播電臺                             |
| 2019 （第54屆） | 《青春創學院》／國立教育廣播電臺                               |
| 2020 （第55屆） | 《發現新鮮「市」》／內政部警政署警察廣播電臺                   |
| 2020 （第55屆） | 《技職MVP》／國立教育廣播電臺                                  |
| 2020 （第55屆） | 《青春好好Young》／財團法人富邦文教基金會                      |
| 2020 （第55屆） | 《青春創學院》／國立教育廣播電臺                               |
| 2020 （第55屆） | 《聽青春在唱歌》／臺北廣播電臺                                 |
| 2021 （第56屆） | 《技職ＭＶＰ》／國立教育廣播電臺                               |
| 2021 （第56屆） | 《Bunun tu tamasaz Hu Hu Hu!》／財團法人原住民族文化事業基金會 |
| 2021 （第56屆） | 《耳公探險隊》／財團法人客家公共傳播基金會                     |
| 2021 （第56屆） | 《青年轉動全球》／國立教育廣播電臺                             |
| 2021 （第56屆） | 《青春創學院》／國立教育廣播電臺                               |
| 2022 （第57屆） | 《耳公探險隊》／財團法人客家公共傳播基金會                     |
| 2022 （第57屆） | 《青年轉動全球》／國立教育廣播電臺                             |
| 2022 （第57屆） | 《青春好好Young》／財團法人富邦文教基金會                      |
| 2022 （第57屆） | 《青春創學院》／國立教育廣播電臺                               |
| 2022 （第57屆） | 《愛思客Me》／財團法人客家公共傳播基金會                       |
| 2023 （第58屆） | 《Chill是青春》／高雄廣播電臺                                  |
| 2023 （第58屆） | 《Crazy實驗室》／國立教育廣播電臺                              |
| 2023 （第58屆） | 《Young Dreamer》／國立教育廣播電臺                            |
| 2023 （第58屆） | 《少年好臺誌》／內政部警政署警察廣播電臺                       |
| 2023 （第58屆） | 《耳公探險隊》／財團法人客家公共傳播基金會                     |
| 2024 （第59屆） | 《青春幫幫忙》／正聲廣播股份有限公司                           |
| 2024 （第59屆） | 《Crazy實驗室》／國立教育廣播電臺彰化分臺                      |
| 2024 （第59屆） | 《FUN SONG 技職》／國立教育廣播電臺                            |
| 2024 （第59屆） | 《歡迎光臨Wasal》／臺北廣播電臺                                |
| 2024 （第59屆） | 《欸，確定這可以說嗎？》／財團法人佳音廣播電台                 |
| 2025 （第60屆） |                                                                |
|                 |                                                                |
|                 |                                                                |
|                 |                                                                |
|                 |                                                                |

## 外部連結
- 廣播電視金鐘獎官方網站 （页面存档备份，存于）
- 歷屆廣播金鐘獎得獎入圍名單 （页面存档备份，存于），文化部影視及流行音樂產業局